# Ro hit med stålarna!
Ro hit med stålarna! (originaltitel: Who's Minding the Mint) är en amerikansk långfilm från år 1967 som regisserades av Howard Morris.

## Handling
Harry Lucas arbetar på US Mint och en dag råkar han av misstag förstöra 50.000 dollar i kontanter. Därefter ser allting ganska svart ut för Harry. Om det kommer ut att han förstört pengarna, så kommer han att bli av med jobbet eller något ännu värre.
Men till slut får Harry en idé - att bryta sig in på sin arbetsplats, trycka upp falska sedlar och placera dem där de gamla sedlarna förvarades. Men snart vill plötsligt alla han känner ha en del av kakan.

## Rollista i urval
- Jim Hutton - Harry Lucas
- Dorothy Provine - Verna Baxter
- Milton Berle - Luther Burton
- Joey Bishop - Ralph Randazzo
- Bob Denver - Willie Owens
- Walter Brennan - Pop Gillis
- Jack Gilford - Avery Dugan
- Jamie Farr - Mario
- Nora Denney - Bertha